# Bitwa pod Węgrowem (1939)
Bitwa pod Węgrowem 1939 – bitwa stoczona we dniach 11–14 września 1939 roku w trakcie kampanii wrześniowej.

## Sytuacja przed walką
Po rozbiciu polskiej obrony na Narwi, Armia „Modlin” otrzymała rozkaz zorganizowania obrony na Wiśle i Bugu od Dobrzynia do Broku. Armii podporządkowano 41 DPRez i 33 DP Rez. 1 Dywizja Piechoty Legionów miała bronić Bugu i utrzymać Kamieńczyk i Wyszków. Pozycji od Wyszkowa do Serocka broniła Mazowiecka Brygada Kawalerii (Mazowiecka BK). 33 DP Rez miała zamknąć przeprawy na Bugu między rzeką Liwiec, a Brokiem. 41 DP Rez. ugrupowała się pod Łazami. Gdyby obrona Bugu okazała się niemożliwa, 33 i 41 DP Rez. miały wycofać się za Liwiec i tam stawić opór Niemcom.
8 września Niemcy sforsowali Bug pod Brańszczykiem, w pasie obrony 41 DP Rez., jednak kontratak 1 i 33 DP zlikwidował przyczółek. Tego samego dnia Niemcy uchwycili przyczółek pod Brokiem. Przeprawili tam nowe siły piechoty i artylerii. Powstało tam zagrożenie przełamania obrony polskiej. W dyrektywie gen. Brauchitscha z 9 września z godz. 22.15 Grupa Armii  „Północ” miała kontynuować pościg na Siedlce i ułatwić GA „Południe” sforsowanie Wisły. Na prawym skrzydle GA „Północ” miała wysunąć związki szybkie.
Naczelny Wódz wydał rozkaz opuszczenia linii Bugu i wycofania się w ogólnym kierunku na Białą Podlaską – Brześć. Podporządkował dowódcy  SGO „Narew” Grupę Operacyjną gen. Kowalskiego (1 DP, 33 DP Rez., 41 DP Rez. i Mazowiecką BK). Sposób oderwania się od nieprzyjaciela i wykonania tego zadania pozostawiony był do decyzji gen. Wincentego Kowalskiego. Do sztabu GO Kowalskiego przybył gen. Otton Krzisch (dowódca artylerii SGO „Narew”) aby nawiązać łączność i przekazać rozkazy dowódcy SGO „Narew” gen. Czesława Młot-Fijałkowskiego i objęcia dowództwa nad Grupą. Według rozkazu SGO, Grupa miała przejść zachodnim brzegiem Bugu w ogólnym kierunku na Białą Podlaską. Gen. Kowalski wydał rozkaz: w nocy 9/10 września przygotować oddziały do skrytego opuszczenia Bugu i pod osłoną straży tylnych, dwoma grupami wycofać się lasami od stacji kolejowej Urle, (1 grupa gen. Kowalskiego – 1 DP i Mazowiecka BK; w rej. Stoczek – Korytnica, 2 grupa gen. Wacława Pikarskiego – 33 i 41 DP Rez. w rej. Stoczek – Paplin.) Odskok miano wykonać w dwóch etapach  nocami: 11/12 września i 12/13 września, w ogólnym kierunku na Węgrów – Łosice – Białą Podlaską. Gen. Krzisch odjechał na stanowisko SGO „Narew”.

## Przed bitwą
Po wydaniu rozkazów w GO gen. Kowalskiego, w Naczelnym Dowództwie WP (Naczelny Wódz i szef Sztabu Głównego) zmieniono koncepcję. Według niej GO gen. Kowalskiego miała bronić Bugu, aby osłonić Warszawę od wschodu i utrzymać przeprawy na Wiśle dla Armii gen. Kutrzeby. Prawe skrzydło Armii „Modlin” miało w dalszym ciągu bronić Bugu, a w razie wymuszonego odwrotu wycofywać się na Białą Podlaską, lecz po osi Warszawa – Kałuszyn – Łuków. W tym celu został wydany „Rozkaz Szczególny Naczelnego Wodza”. W rozkazie przewidywano brak możliwości powrotu na dawne pozycje na Bugu i także brak możliwości ich utrzymania, w tym wypadku lewym skrzydłem zgrupowanie (1 i 41 DP i Mazowiecka BK) miały odstępować na Kałuszyn, prawe skrzydło (33 DP)  na Sokołów Podlaski. Dowództwo na 1, 33 i 41 DP przekazywano dowódcy Armii „Modlin” gen. Emilowi Przedrzymirskiemu, aby była możliwość późniejszego ich współdziałania z GA Południe także i na wschód od Bugu. 9 września o godz. 21.30 gen. Kowalski otrzymał Ogólny Rozkaz Operacyjny, który nakazywał jak najdłuższe wstrzymywanie naporu npla na Bugu w rej. Wyszków i w lasach na wschód od Wyszkowa. Przy silnym naporze nieprzyjaciela, Grupa Operacyjna miała opóźniać na ogólnym kierunku Wyszków – Stanisławów – Mińsk Mazowiecki. Rozkaz ten uchylał wszystkie do tej pory wydane rozkazy. Rozkaz powtórzono 10 września o godz. 9.00. przez oficera łącznikowego gen. Przedrzymirskiego. Gen. Kowalski nie wykonał jednak tych rozkazów, tłumacząc brakiem możliwości odzyskania utraconych pozycji i wycofał GO znad Bugu. W tym czasie Niemcy sforsowali Bug od Wyszkowa do Broku i silnie bombardowali lotnictwem lasy na północ od Węgrowa. Grupa wycofywała się w kierunku na Kałuszyn. Kowalski nakazał kierunki opóźniania: 1 DP – Kamionka, 33 DP – Grębków.
41 DP otrzymała zadanie wycofania na Liwiec i opóźniania na kierunku Węgrów – Kałuszyn. 10 września o godz. 4.00 41 DP Rez. opuściła obronę na Bugu i rozpoczęła odwrót na Łochów. Około 10.00 lotnictwo niemieckie bombardowało maszerujące kolumny polskie od Stoczka po Liw i Węgrów dezorganizując odwrót. Bombardowanie było zsynchronizowane z operacją Dywizji Pancernej „Kempf”, która czołowymi oddziałami przez Kiełodziąż wyminęła 33 DP i przed południem osiągnęła Stare Lipki, maszerując na Stoczek i Paplin oskrzydliła 41 DP Rez., a druga kolumną przez Miednik i Międzyleś na Miedznę zamknęła drogę odwrotu 33 DP Rez.

## Przebieg bitwy
41 DP Rez. próbowała uniknąć walki przedzierając się lasami wzdłuż nakazanej linii odwrotu. Kolumny marszowe okrążone przez czołgi musiały przedzierać się w rozproszeniu. Pod Miednikiem na 114 pułk piechoty inna grupa czołgów. 115 pułk piechoty był atakowany przez piechotę podwożoną samochodami ze Stoczka. 116 pułk piechoty maszerujący z Łukowa na Węgrów bombardowany przez lotnictwo dotarł do lasów w rejonie Żulina. 10 września około godziny 16.00  piechota i kawaleria niemiecka zaatakowały oddziały 41 DP Rez. w lasach żulińskich. Walki trwały do wieczora i zakończyły się wycofaniem 41 DP Rez., przebijającej się na Węgrów i w kierunku przepraw na rzece Liwiec. Część 41 DP Rez. przemieszała się z taborami. W wyniku bombardowań i pościgu Niemcy opanowali Paplin, zagrażając kwaterze sztabu 41 DP Rez. Sztab dywizji stracił łączność z pułkami i dowódcą dywizji, który udał się do dowódcy Grupy Operacyjnej. O zmroku dowódca piechoty dywizyjnej płk. Raganowicz nakazał sztab 41 DP Rez. skierować na Liw, nawiązał łączność z pułkami, a w nocy ściągnął wszystkie oddziały które udało się uchwycić za Liwiec. 116 pułk skierował za Liwiec do Kałuszyna, zbierał też rozproszone pododdziały i utworzył z nich dwa bataliony. Około 22.00 otrzymał rozkaz z godz. 17.00 nakazujący 41 DP opóźniać po linii Węgrów – Mokobody.
Uderzenie Niemców nastąpiło gdy dywizje były w ruchu. 1 DP w dniu 14 września jako pełnowartościowa jednostka przestała istnieć (razem z Mazowiecką BK walczyła z nacierającą 11 DP niemieckiej pod Mińskiem Mazowieckim, później nacierała przez trzy linie obrony Niemców pod Kałuszynem), straciła połowę stanu osobowego. 15 września w 1 DP z rozproszonych pododdziałów zebrano trzy bataliony piechoty i dywizjon artylerii. Rozproszone były oddziały Mazowieckiej BK. Oddziały 41 i 33 DP Rez. jako niezdolne do walki zostały przez dowódcę Armii „Modlin” skierowane w rej. Włodawy w celu uporządkowania i reorganizacji. 15 września 41 DP zebrała ok. 5000 żołnierzy.